# شمالتسروده
شمالتسروده (به آلمانی: Schmalzerode) یک منطقهٔ مسکونی در آلمان است که در آیسلبن واقع شده‌است. شمالتسروده ۲۸۷ نفر جمعیت دارد.